# Andrzej Włast
Andrzej Włast, właściwie Gustaw Baumritter, ps. art. Willy (ur. 17 marca 1895 w Łodzi, zm. w 1942 lub 1943 w Warszawie) – polski poeta pochodzenia żydowskiego, librecista. Był autorem najbardziej popularnych tekstów polskich piosenek dwudziestolecia międzywojennego. Współtwórca fenomenu polskiego tanga i piosenek przedmieść miasta.

## Życiorys
W czasie pierwszej wojny światowej żołnierz 5 pp Legionów.
Jako poeta zadebiutował w 1921 roku tomikiem wierszy Serce tatuowane.
W okresie dwudziestolecia międzywojennego współpracował z teatrami i kabaretami:
- 1918 – współkierownik teatru „Miraż”
- 1921 – współpraca z kabaretami „Stańczyk” i „Qui pro Quo”
- od 1925 – współpraca z „Perskim Okiem”
- od 1927 kierownik literacki „Perskiego Oka”
- otwarcie własnego teatru „Morskie Oko”
- 1928 – sierpień 1931 oraz październik 1931 – luty 1933 – dyrektor teatru „Morskie Oko”
- 1933 – prowadzenie teatru rewiowego „Rex”
- 1933–1935 – dyrektor „Wielkiej Operetki” (późniejsza „Wielka Rewia”)
- 1935–1937 – kierownik kinorewii „Hollywood”
- 1937–1939 – dyrektor „Wielkiej Rewii”
- 1938 – współzałożyciel (wraz z Kazimierzem Krukowskim i Kazimierzem Łaszewskim) teatru „Ali Baba”

Od 1926 roku podróżował po świecie poznając nowe trendy w światowej rozrywce. Przetłumaczył libretta Hrabiny Maricy i Księżniczki cyrkówki Imre Kálmána.
W 1930 roku, z jego inicjatywy, odbył się konkurs na polski odpowiednik słowa szlagier – zwyciężyło określenie przebój. Był autorem setek tekstów piosenek, kilkunastu librett operetkowych, dziesiątków pełnospektaklowych programów rewiowych, które sam reżyserował.

### II wojna światowa
W czasie wojny znalazł się w getcie warszawskim. Jak podaje Dariusz Michalski w książce Powróćmy jak za dawnych lat... Historia polskiej muzyki rozrywkowej w latach 1900–1939, pod koniec 1942 lub na początku 1943 przyjaciele próbowali go wyprowadzić za mury getta. Jednak na widok strażników Włast wpadł w panikę i rzucił się do ucieczki, podczas której został zastrzelony przez Niemców. Dokładna data śmierci nie jest znana.

## Piosenki (wybór)
Autor ponad 2000 piosenek w tym tych najbardziej popularnych w okresie dwudziestolecia międzywojennego:
- Całuję twoją dłoń, madame
- Czy pani mieszka sama?
- Dulcynea (Dulcinea)
- Walc François (muz. Adam Karasiński)
- Gdy zobaczysz ciotkę mą...
- Ja nie mam co na siebie włożyć
- Ja się boję sama spać (muz. Jerzy Petersburski)
- Ja się boję utyć
- Jesienne róże (muz. Artur Gold)
- Najcudowniejsze nóżki
- On nie powróci już (muz. Henryk Wars, wyk. Monika Ambroziak, Anna Dereszowska, Chór Dana)
- Pod samowarem
- Ramona
- Rebeka (O mój wymarzony, o mój wytęskniony) (muz. Zygmunt Białostocki, wyk. Dora Kalinówna, kabaret „Morskie Oko”, rewia Yo-Yo, 1933)
- Spotkamy się na Nowym Świecie
- Szkoda twoich łez, dziewczyno (muz. Artur Gold)
- Ta mała jest wstawiona (Ta mała piła dziś) (muz. Artur Gold)
- Tango andrusowskie (muz. Jerzy Petersburski)
- Tango Maruszka
- Tango milonga (muz. Jerzy Petersburski)
- Titina
- U cioci na imieninach (muz. Bolesław Mucman)
- Warszawo ma
- Zapomnisz o mnie
- Złota pantera
- Bez twej miłości (muz. Jerzy Petersburski)
- Cała przyjemność po mojej stronie (muz. Jerzy Petersburski)
- Cztery nogi (muz. Jerzy Petersburski)
- Dla ciebie (muz. Jerzy Petersburski)
- Już nigdy (muz. Jerzy Petersburski)
- Rafałek, jeszcze kawałek (muz. Jerzy Petersburski)
- Cała Warszawa (muz. Zygmunt Karasiński, wyk. Adam Wysocki)
- Jojo (muz. Zygmunt Karasiński, wyk. Adam Wysocki)
- Platynowe blondynki (muz. Zygmunt Karasiński, wyk. Adam Wysocki)
- Gdy w ogrodzie botanicznym (muz. Artur Gold)
- Przy kominku (muz. Artur Gold)